# Rally de Zlín de 2021
El Rally de Zlín de 2021, oficialmente 50. Barum Czech Rally Zlín, fue la quincuagésima edición y la cuarta ronda de la temporada 2021 del Campeonato de Europa de Rally. Se celebró del 27 al 29 de agosto y contó con un itinerario de quince tramos sobre asfalto que sumaban un total de 210,92 km cronometrados.
A pesar de estar registrado, el líder del campeonato, Alexey Lukyanuk no pudo tomar la partida debido a un accidente sucedido en los test previos al rally. Lukyanuk tuvo una salida de pista en la cual chocó en la cual daño la parte frontal de su Citroën C3 Rally2. Al no poder reparar el automóvil a tiempo, Lukyanuk se vio obligado a retirarse de la prueba.
El ganador de la prueba fue el ídolo local Jan Kopecký quien siguió haciendo historia en el Barum al conseguir su sexta victoria consecutiva y décima total al aprovechar el vuelco en la última especial del líder de la prueba, Eric Cais. Estuvo acompañado en el podio por el nuevo líder del campeonato, Andreas Mikkelsen y por su compatriota Filip Mareš.

## Lista de inscritos
| Num.                     | Piloto                                                               | Copiloto                                                             | Automóvil               | Equipo                                                               |
| ------------------------ | -------------------------------------------------------------------- | -------------------------------------------------------------------- | ----------------------- | -------------------------------------------------------------------- |
| 1                        | Archivo:Russian Automobile Federation flag.svgborder Alexey Lukyanuk | Archivo:Russian Automobile Federation flag.svgborder Alexey Arnautov | Citroën C3 Rally2       | Saintéloc Junior Team                                                |
| 2                        | Andreas Mikkelsen                                                    | Jonas Andersson                                                      | Škoda Fabia Rally2 evo  | Toksport WRT                                                         |
| 3                        | Efrén Llarena                                                        | Sara Fernández                                                       | Škoda Fabia Rally2 evo  | Rallye Team Spain                                                    |
| 4                        | Mikołaj Marczyk                                                      | Szymon Gospodarczyk                                                  | Škoda Fabia Rally2 evo  | Orlen Team                                                           |
| 5                        | Norbert Herczig                                                      | Ramón Ferencz                                                        | Škoda Fabia Rally2 evo  | Škoda Rally Team Hungaria                                            |
| 6                        | Jan Kopecký                                                          | Jan Hloušek                                                          | Škoda Fabia Rally2 evo  | Agrotec Škoda Rally Team                                             |
| 7                        | Jari Huttunen                                                        | Mikko Lukka                                                          | Hyundai i20 R5          | Team MRF Tyres                                                       |
| 8                        | Erik Cais                                                            | Jindřiška Žáková                                                     | Ford Fiesta Rally2      | Yacco ACCR Team                                                      |
| 9                        | Yoann Bonato                                                         | Benjamin Boulloud                                                    | Citroën C3 Rally2       | CHL Sport Auto                                                       |
| 10                       | Filip Mareš                                                          | Radovan Bucha                                                        | Škoda Fabia Rally2 evo  | Laureta Auto Škoda Team                                              |
| 11                       | Umberto Scandola                                                     | Guido D'Amore                                                        | Hyundai i20 R5          | Hyundai Rally Team Italia                                            |
| 12                       | Tomáš Kostka                                                         | Ladislav Kučera                                                      | Škoda Fabia Rally2 evo  | Kresta Racing                                                        |
| 14                       | Dominik Stříteský                                                    | Jiří Hovorka                                                         | Škoda Fabia R5          | ACA Škoda Vančík Motorsport                                          |
| 15                       | Callum Devine                                                        | James Fulton                                                         | Ford Fiesta Rally2      | Motorsport Ireland Rally Academy                                     |
| 16                       | Miroslav Jakeš                                                       | Petr Machů                                                           | Škoda Fabia R5          | Samohýl Škoda Team                                                   |
| 17                       | Roman Odložilík                                                      | Martin Tureček                                                       | Škoda Fabia Rally2 evo  | TRT Technology                                                       |
| 18                       | Simon Wagner                                                         | Gerald Winter                                                        | Škoda Fabia Rally2 evo  | BTH Import Stal Rally Team                                           |
| 19                       | Adam Březík                                                          | Ondřej Krajča                                                        | Škoda Fabia R5          | Samohýl Škoda Team                                                   |
| 20                       | Petr Semerád                                                         | Danny Persein                                                        | Škoda Fabia Rally2 evo  | Rufa Motor-Sport                                                     |
| 21                       | Martin Vlček                                                         | Karolína Jugasová                                                    | Hyundai i20 R5          | Hyundai Kowax Racing                                                 |
| 22                       | Alberto Battistolli                                                  | Simone Scattolin                                                     | Škoda Fabia Rally2 evo  | Alberto Battistolli                                                  |
| 24                       | Robert Adolf                                                         | Petr Novák                                                           | Škoda Fabia Rally2 evo  | AR Racing                                                            |
| 25                       | Alberto de Thurn y Taxis                                             | Bernhard Ettel                                                       | Volkswagen Polo GTI R5  | BRR Baumschlager Rallye & Racing Team                                |
| 26                       | Antonín Tlusťák                                                      | Michal Večerka                                                       | Škoda Fabia Rally2 evo  | Rallytechnology                                                      |
| 27                       | Jarosław Kołtun                                                      | Ireneusz Pleskot                                                     | Ford Fiesta Rally2      | Plon Rally Team                                                      |
| 28                       | Tomáš Kurka                                                          | Kateřina Janovská                                                    | Ford Fiesta Rally2      | Tomáš Kurka                                                          |
| 29                       | Luis García Vilariño                                                 | José Murado González                                                 | Škoda Fabia Rally2 evo  | Escudería Lalín-Deza                                                 |
| 30                       | Petr Trnovec                                                         | Miroslav Staněk                                                      | Hyundai i20 R5          | Hyundai Kowax Racing                                                 |
| 31                       | Ken Torn                                                             | Kauri Pannas                                                         | Ford Fiesta Rally3      | M-Sport Poland                                                       |
| 32                       | Oscar Solberg                                                        | Dale Furniss                                                         | Ford Fiesta Rally3      | Oscar Solberg                                                        |
| 34                       | Archivo:Russian Automobile Federation flag.svgborder Dmitry Feofanov | Normunds Kokins                                                      | Suzuki Swift R4         | Archivo:Russian Automobile Federation flag.svgborder Dmitry Feofanov |
| 36                       | Michał Pryczek                                                       | Krzysztof Marschal                                                   | Subaru Impreza STi      | Subaru Historic Rally Team                                           |
| 37                       | Victor Cartier                                                       | Fabien Craen                                                         | Toyota Yaris Rally2-Kit | Victor Cartier                                                       |
| 38                       | Teemu Asunmaa                                                        | Topi Luhtinen                                                        | Škoda Fabia Rally2-Kit  | Proracing Rally Team                                                 |
| 39                       | Tibor Érdi Jr                                                        | Zoltán Csökő                                                         | Mitsubishi Lancer Evo X | Érdi Team Kft.                                                       |
| 40                       | Serhii Potiiko                                                       | Ivan Mishyn                                                          | Škoda Fabia Rally2-Kit  | Serhii Potiiko                                                       |
| 43                       | Csaba Juhász                                                         | István Juhász                                                        | Mitsubishi Lancer Evo X | Csaba Juhász                                                         |
| 63                       | Věroslav Cvrček Jr                                                   | Tomáš Prokorát                                                       | Škoda Fabia R5          | Kontakt Škoda Team                                                   |
| 64                       | Václav Kopáček Jr                                                    | Barbora Rendlová                                                     | Ford Fiesta R5          | Kicker Racing                                                        |
| 65                       | David Tomek                                                          | Marek Zeman                                                          | Škoda Fabia R5          | Autokomplex Menčík Škoda Rally team                                  |
| 66                       | Jan Talaš Jr                                                         | Tomáš Šmíd                                                           | Škoda Fabia R5          | Duck Racing                                                          |
| 67                       | Vladimír Hanuš                                                       | Jakub Navrátil                                                       | Hyundai i20 R5          | VH Racing Team                                                       |
| 68                       | Pavel Mika                                                           | Radim Strnad                                                         | Škoda Fabia R5          | Pavel Mika                                                           |
| 81                       | Marek Vlček                                                          | Tomáš Plachý                                                         | Škoda Fabia R5          | Rentor Racing                                                        |
| 82                       | Enrico Windisch                                                      | Kurt Huber                                                           | Audi A1 Rally2-Kit      | Signed Streets Motorsport                                            |
| Fuente: ewrc-results.com |                                                                      |                                                                      |                         |                                                                      |

## Itinerario
| Día                     | Tramo | Nombre                 | Distancia | Ganador de la etapa         | Automóvil                                    | Tiempo  | Líder de la general |
| ----------------------- | ----- | ---------------------- | --------- | --------------------------- | -------------------------------------------- | ------- | ------------------- |
| Día 1 (27 de agosto)    | -     | Malenovice (Shakedown) | 4.07 km   | Norbert Herczig             | Škoda Fabia Rally2 evo                       | 2:31.6  | -                   |
| Día 1 (27 de agosto)    | SS1   | SSS Zlín               | 9.18 km   | Jan Kopecký                 | Škoda Fabia Rally2 evo                       | 6:33.4  | Jan Kopecký         |
| Día 2 (28 de agosto)    | SS2   | Březová 1              | 12.73 km  | Václav Pech Jr.             | Ford Focus RS WRC '06                        | 7:51.7  | Václav Pech Jr.     |
| Día 2 (28 de agosto)    | SS3   | Hošťálková 1           | 18.86 km  | Jan Kopecký Václav Pech Jr. | Škoda Fabia Rally2 evo Ford Focus RS WRC '06 | 10:22.2 | Václav Pech Jr.     |
| Día 2 (28 de agosto)    | SS4   | Komárov 1              | 8.46 km   | Václav Pech Jr.             | Ford Focus RS WRC '06                        | 4:38.3  | Václav Pech Jr.     |
| Día 2 (28 de agosto)    | SS5   | Pindula 1              | 18.95 km  | Erik Cais                   | Ford Fiesta Rally2                           | 10:19.9 | Jan Kopecký         |
| Día 2 (28 de agosto)    | SS6   | Březová 2              | 12.73 km  | Jan Kopecký                 | Škoda Fabia Rally2 evo                       | 7:45.5  | Jan Kopecký         |
| Día 2 (28 de agosto)    | SS7   | Hošťálková 2           | 18.86 km  | Erik Cais                   | Ford Fiesta Rally2                           | 10:18.0 | Jan Kopecký         |
| Día 2 (28 de agosto)    | SS8   | Komárov 2              | 8.46 km   | Jan Kopecký                 | Škoda Fabia Rally2 evo                       | 4:40.8  | Jan Kopecký         |
| Día 2 (28 de agosto)    | SS9   | Pindula 2              | 18.95 km  | Erik Cais                   | Ford Fiesta Rally2                           | 10:47.0 | Erik Cais           |
| Día 3 (29 de agosto)    | SS10  | Halenkovice 1          | 8.85 km   | Erik Cais                   | Ford Fiesta Rally2                           | 5:06.5  | Erik Cais           |
| Día 3 (29 de agosto)    | SS11  | Biskupice 1            | 7.59 km   | Erik Cais                   | Ford Fiesta Rally2                           | 4:00.3  | Erik Cais           |
| Día 3 (29 de agosto)    | SS12  | Májová 1               | 25.43 km  | Erik Cais                   | Ford Fiesta Rally2                           | 13:42.1 | Erik Cais           |
| Día 3 (29 de agosto)    | SS13  | Halenkovice 2          | 8.85 km   | Erik Cais                   | Ford Fiesta Rally2                           | 5:04.4  | Erik Cais           |
| Día 3 (29 de agosto)    | SS14  | Biskupice 2            | 7.59 km   | Jan Kopecký                 | Škoda Fabia Rally2 evo                       | 3:56.5  | Erik Cais           |
| Día 3 (29 de agosto)    | SS15  | Májová 2               | 25.43 km  | Jan Kopecký                 | Škoda Fabia Rally2 evo                       | 14:15.2 | Jan Kopecký         |
| Fuente:ewrc-results.com |       |                        |           |                             |                                              |         |                     |

## Clasificación final
| Pos.                     | Piloto               | Copiloto             | Automóvil              | Equipo                           | Tiempo    | Puntos  |
| ------------------------ | -------------------- | -------------------- | ---------------------- | -------------------------------- | --------- | ------- |
| 1                        | Jan Kopecký          | Jan Hloušek          | Škoda Fabia Rally2 evo | Agrotec Škoda Rally Team         | 2:00:07.2 | 30+9    |
| 2                        | Andreas Mikkelsen    | Jonas Andersson      | Škoda Fabia Rally2 evo | Toksport WRT                     | +40.1     | 24+7    |
| 3                        | Filip Mareš          | Radovan Bucha        | Škoda Fabia Rally2 evo | Laureta Auto Škoda Team          | +1:40.2   | 21+4    |
| 4                        | Norbert Herczig      | Ramón Ferencz        | Škoda Fabia Rally2 evo | Škoda Rally Team Hungaria        | +1:44.0   | 19+2    |
| 5                        | Mikołaj Marczyk      | Szymon Gospodarczyk  | Škoda Fabia Rally2 evo | Orlen Team                       | +2:28.5   | 17+1    |
| 6                        | Efrén Llarena        | Sara Fernández       | Škoda Fabia Rally2 evo | Rallye Team Spain                | +3:09.4   | 15      |
| 7                        | Callum Devine        | James Fulton         | Ford Fiesta Rally2     | Motorsport Ireland Rally Academy | +3:22.8   | 13      |
| 8                        | Miroslav Jakeš       | Petr Machů           | Škoda Fabia R5         | Samohýl Škoda Team               | +4:50.7   | 11      |
| 9                        | Yoann Bonato         | Benjamin Boulloud    | Citroën C3 Rally2      | CHL Sport Auto                   | +5:13.4   | 9       |
| 10                       | Martin Koči          | Martin Tureček       | Škoda Fabia Rally2 evo | TRT Technology                   | +6:00.0   | 7       |
| 11                       | Petr Semerád         | Danny Persein        | Škoda Fabia Rally2 evo | Rufa Motor-Sport                 | +6:12.0   | 5       |
| 12                       | Martin Vlček         | Karolína Jugasová    | Hyundai i20 N Rally2   | Hyundai Kowax Racing             | +8:25.3   | 4       |
| 13                       | Věroslav Cvrček Jr   | Ondřej Šálek         | Škoda Fabia R5         | Kontakt Škoda Team               | +9:15.7   | [ n 1 ] |
| 14                       | Alberto Battistolli  | Simone Scattolin     | Škoda Fabia Rally2 evo | Alberto Battistolli              | +9:34.5   | 3       |
| 15                       | Ken Torn             | Kauri Pannas         | Ford Fiesta Rally3     | M-Sport Poland                   | +9:40.7   | 2       |
| 16                       | Jan Talaš Jr         | Tomáš Šmíd           | Škoda Fabia R5         | Duck Racing                      | +9:52.7   | [ n 2 ] |
| 17                       | Luis García Vilariño | José Murado González | Škoda Fabia Rally2 evo | Escudería Lalín-Deza             | +11:21.7  | 1       |
| Fuente: ewrc-results.com |                      |                      |                        |                                  |           |         |

## Clasificaciones tras el rally
| Posición | Piloto                                                               | Puntos | Cambios de posición |
| -------- | -------------------------------------------------------------------- | ------ | ------------------- |
| 1        | Andreas Mikkelsen                                                    | 97     | Crecimiento         |
| 2        | Mikołaj Marczyk                                                      | 78     | Crecimiento         |
| 3        | Efrén Llarena                                                        | 76     | Crecimiento         |
| 4        | Archivo:Russian Automobile Federation flag.svgborder Alexey Lukyanuk | 67     | Decrecimiento       |
| 5        | Norbert Herczig                                                      | 67     | Sin cambios         |

| Posición | Equipo              | Puntos | Cambios de posición |
| -------- | ------------------- | ------ | ------------------- |
| 1        | Toksport WRT        | 218    | Sin cambios         |
| 2        | Rally Team Spain    | 208    | Sin cambios         |
| 3        | Porvoon Autopalvelu | 107    | Sin cambios         |
| 4        | Yacco ACCR Team     | 98     | Crecimiento         |
| 5        | Orlen Team          | 86     | Crecimiento         |